# シャルル＝オリヴィエ・ド・ペンヌ
シャルル＝オリヴィエ・ド・ペンヌ（Charles-Olivier de Penne、1831年1月11日 - 1897年4月18日）はフランスの画家である。家畜や猟犬、狩猟の場面などを描いた作品で知られている。バルビゾン派の画家の一人ともされる.。

## 略歴
パリで生まれた。1849年にパリ国立高等美術学校に入学し、レオン・コニエに学んだ。1855年のパリ万国博覧会の展覧会に作品を出展し、注目された。1857年に歴史画を描き、ローマ賞に応募するが2位に終わった。バルビゾン派の画家、版画家のシャルル・ジャック(1813-1894)と知り合い、影響を受け家畜のいる風景画や狩りの情景を描くようになった。
パリのサロンに1857年から出展し、1872年に銅メダルを受賞した。サロンが民営化された後は、1881年からフランス芸術家協会の展覧会に出展し1883年に銀メダルを受賞した。1889年のパリ万国博覧会の展覧会にも出展した。家畜に関する書籍の図版も制作した。
パリに近いセーヌ＝エ＝マルヌ県のブロン＝マルロット(Bourron-Marlotte)で亡くなった。没後の1903年にブロン＝マルロットの旧宅の前に彫刻家、アルテュール・ル・デュック(Arthur Le Duc)の制作したモニュメントが設置された。

## 作品

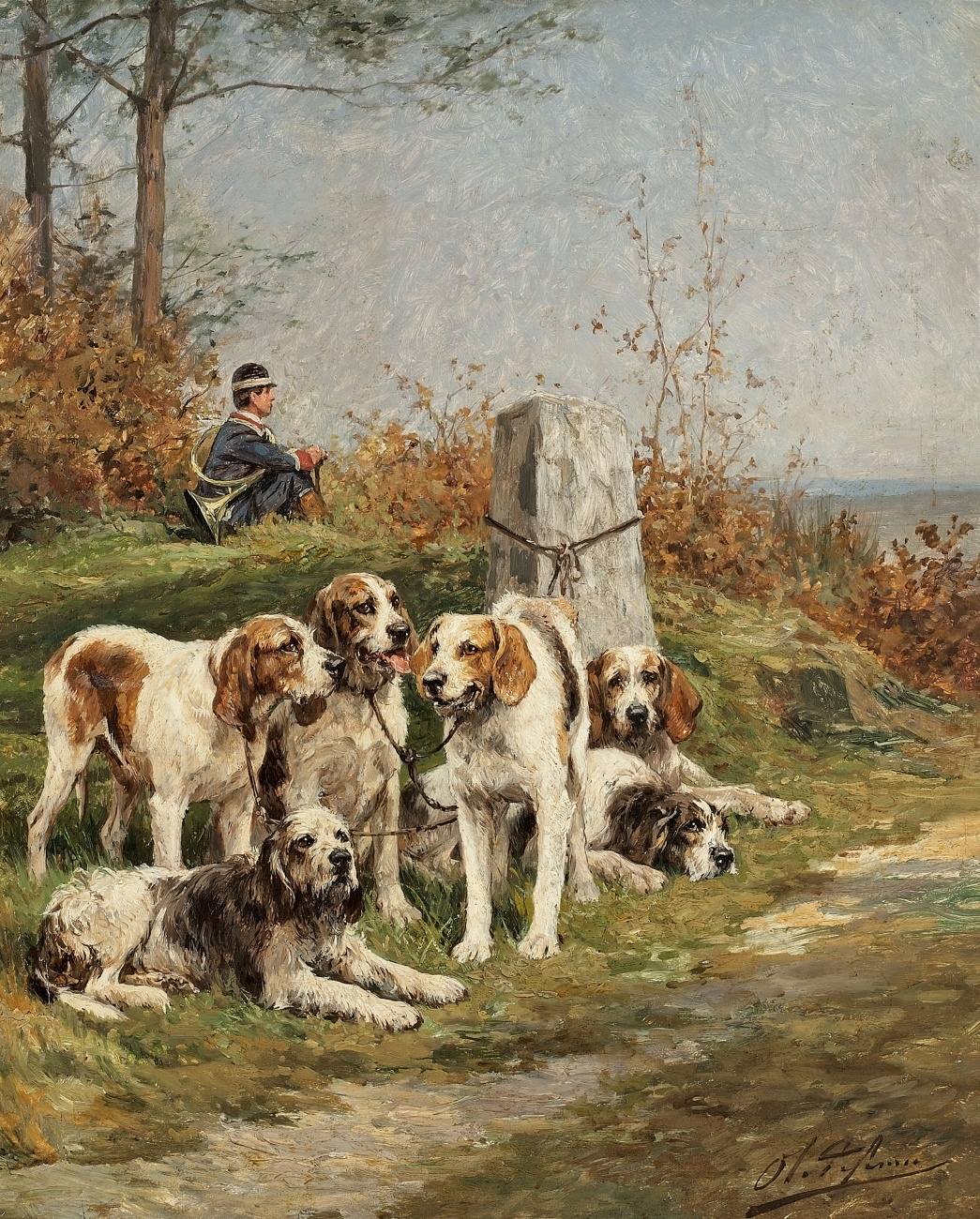
夏の狩猟風景
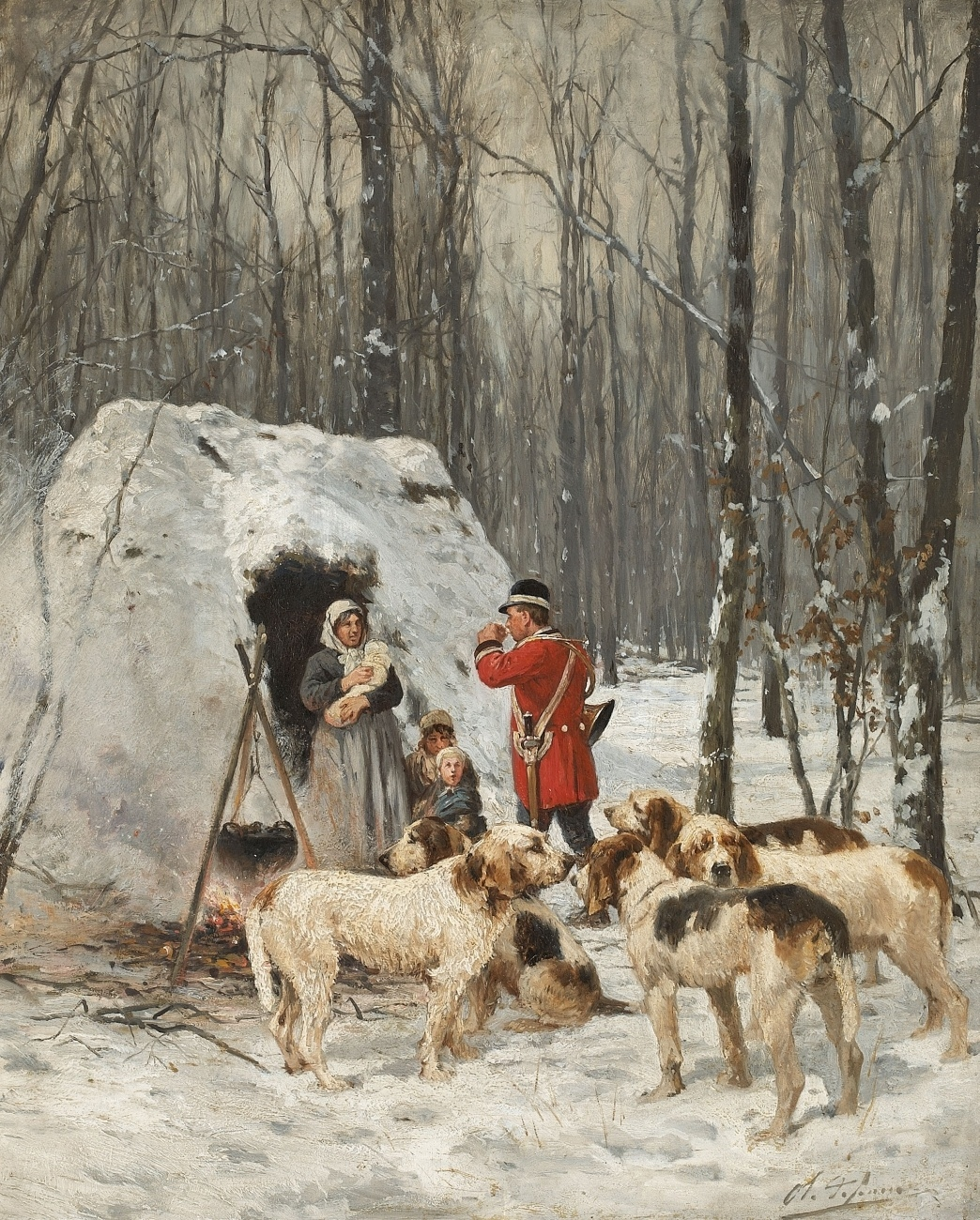
冬の狩猟
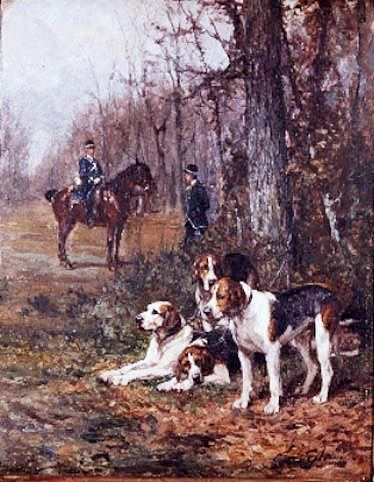
狩猟 Mariano Procópio Museum(ブラジル)」

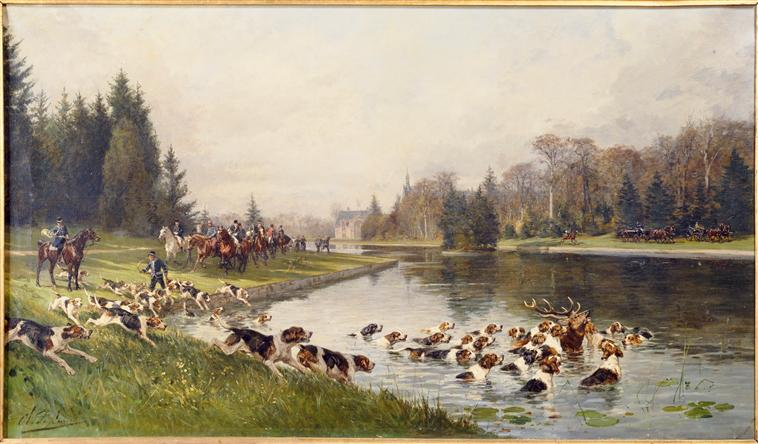
公爵の鹿狩りの風景 (1880) コンデ美術館
猟犬 Clark Art Institute
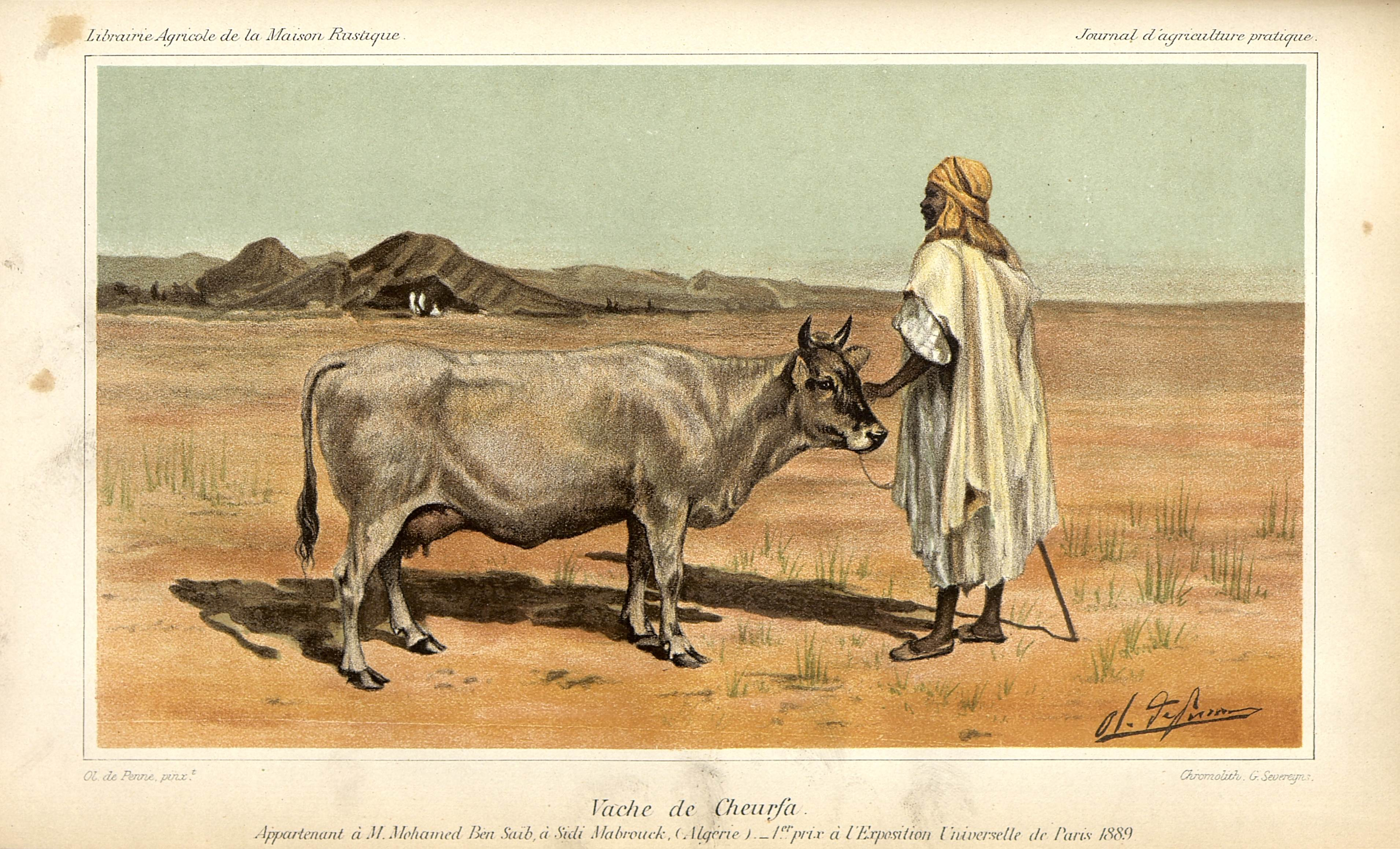
1889年に出版された書籍の挿絵、アルジェリアの牛の品種